# Инквизитор Эйзенхорн
«Инквизитор Эйзенхорн» — цикл Дэна Абнетта в жанре фантастики. Действие цикла разворачивается во вселенной Warhammer 40,000. Главным героем является инквизитор Эйзенхорн, обладающий выдающимися способностями и сражающийся с представителями Хаоса. Трилогия «Инквизитор Эйзенхорн» в 2007 году, впервые в России была издана под одной обложкой. Три романа были дополнены предисловием автора и рассказами: «Боевые потери» и «Фон за дополнительную крону».

## Главный герой

Иллюстрация Клита Лэнгли к трилогии «Инквизитор» Дэна Эбнетта

Главный герой цикла — инквизитор Грегор Эйзенхорн.
На момент начала первой части повествования сам Эйзенхорн описывает себя так: «Грегор Эйзенхорн, Инквизитор, пуританин, амалатианин сорока двух стандартных лет, состоящий в должности Инквизитора в течение последних восемнадцати лет. Я высок и широк в плечах, силен, решителен. О силе своей воли уже говорил, и о моих бойцовских навыках вы тоже имеете представление. Что еще? Чисто ли я выбрит? Да! У меня тёмные глаза, а волосы ещё темнее и весьма густы. Впрочем, это практически не имеет значения». Грегор Эйзенхорн был лучшим учеником инквизитора Хапшанта, после смерти которого к нему перешёл научный сотрудник Эмос, прослуживший Эйзенхорну вплоть до своей смерти. К его личным заслугам относятся уничтожение еретика Мурдина Эйклона, еретических книг Некротек и Малус Кодициум, казнь падшего Инквизитора Квиксоса и еретика Понтиуса Гло, уничтожение титана «Круор Вульт», раскрытие многих заговоров внутри Империума, в Субсекторе Геликан. За свою жизнь инквизитору Эйзенхорну не раз приходилось принимать помощь различных союзников. Кроме того, как и у многих инквизиторов во вселенной Warhammer 40 000, он к концу третьей книги цикла собрал большую свиту, в которую входили как его близкие помощники (Елизавета Биквин, Годвин Фишиг), так и часть свиты его наставника (Убер Эмос) и созданная им организация — т. н. «Институт Дамочек» Биквин, занимающийся поиском и обучением девушек-неприкасаемых. К концу жизни считался приверженцем радикального течения в Инквизиции из-за специфических методик работы. Предположительно, погиб во время расследования связанного с культом Божьей Братии, но события рассказа «Шип вызывает Коготь» и новой серии «Перигелий», говорят об обратном.
Художественный образ Грегора Эйзенхорна создан художником Клинтом Лэнгли в 2004 году. Было создано два изображения Эйзенхорна — на события конца Ордо Маллеус и на события конца Ордо Еретикус, однако завершён был только первый, помещённый на обложки книги «Инквизитор»англ. Eisenhorn Omnibus. Его работа была оценена — Дэн Абнетт назвал обложку к «Инквизитору» своей любимой.

## Инквизитор. Ордо Ксенос
«Инквизитор. Ордо Ксенос» (англ. «Eisenhorn. Ordo Xenos») — первая книга цикла.
Преследуя особо опасного еретика и террориста Эйклона на планете Спесь, Имперский Инквизитор Грегор Эйзенхорн настигает его после совершения чудовищного теракта (12.000 зверски убитых) и выясняет, что Эйклон был пешкой в игре кого-то ещё более зловещего. Продолжая расследование, Инквизитор выясняет, что к деятельности Эйклона причастно руководство крупной межпланетной торговой гильдии. Завербовав новых членов команды взамен погибших в бою с террористами, Эйзенхорн отправляется вести расследование в штаб-квартире гильдии на густонаселённом мире Гудрун. Инквизитора начинают мучить кошмары, в которых ему является демон.
Пережив по прибытии серию покушений, Эйзенхорн выясняет, что расследуемый им заговор достиг огромных масштабов: руководство сверхбогатой могущественной гильдии помимо прочих тяжких преступлений замешано в сделках с демонопоклонниками и, возможно, даже напрямую с потусторонними силами. Попытка осторожно проникнуть во дворец главы гильдии оборачивается пленом и попаданием на бойцовскую арену, где Инквизитора и выживших помощников пытаются затравить хищными зверями на потеху сотням высших руководителей предательской гильдии, а потом и полномасштабным сражением сил безопасности гильдии с прибывшими на подмогу Инквизитором Коммодусом Воком и регулярными армейскими силами.
В суматохе сражения верхушка гильдии частично сумела ускользнуть из дворца и даже, используя коррумпированных высокопоставленных военных, поднять часть расквартированных на планете войск и флота космической обороны на полноценный мятеж против Империума Человечества, к которому примкнули выпестованные гильдией культы демонопоклонников. Подавление мятежа и выжигание еретиков растянется на несколько лет, но Эйзенхорн вместе с группой других Инквизиторов сразу отправился преследовать сбежавшее за пределы имперского космоса руководство заговора, уведшее с собой часть мятежного флота вместе с войсковыми транспортами.
Выясняется, что заговорщики, не удовлетворяясь доступными им по имперским законам властью, роскошью и наслаждениями, захотели ещё больше и прибегли к помощи демонов. Так, они сумели сохранить в демоническом приборе душу давно умершего главы гильдии архиеретика Понтиуса Гло и пытались вернуть его к жизни, ради чего Эйклон устроил жертвоприношение с убийством тысяч человек, ошибочно принятое за теракт.
Теперь аппарат с душой архиеретика захвачен Инквизицией, а удирающие от имперского флота остатки заговора, объединившись с демонопоклонниками с иных планет, намереваются добыть проклятый гримуар, известный как Некротек. Населявший миры в стороне от Империума Человечества разумный вид Чужих, известный как Сарути, в незапамятные времена открыл для себя сокрытые на страницах запретной книги демонические тайны, что даровало им великое могущество, но взамен поразило их всеоскверняющими эманациями Хаоса, превратив в безумных изуродованных существ на мирах, где сами законы физики искорёжены потусторонними силами. После серии вызванных безумием Хаоса гражданских войн и прочих катастроф цивилизация Сарути лежит в руинах, но выжившие Чужие готовы продать демонопоклонникам-людям копию Некротека.
Инквизиторы настигают еретиков во время проведения сделки в созданном с применением демонических сил обитаемом месте на обломках одной из планет Сарути. Часть человеческих войск, находившихся на борту захваченных еретиками кораблей, поднимает восстание и помогает Инквизиции сорвать получение еретиками Некротека. Еретики, преследуемые всей мощью Империума, призывают на помощь хозяев и нападают на последний известный мир Сарути - Изар-56, - где можно раздобыть оригинал проклятой Книги.
В кошмарном бою с остатками сожранных Хаосом Сарути, демонопоклонниками-людьми и Демонами Хаоса, Эйзенхорн и его соратники уничтожают последнее устройство для перевода с языка Сарути. Флот еретиков полностью уничтожен, и имперские войска отступают с проклятого мира на орбиту. Имперский Космофлот с разрешения Инквизиции прибегает к Sanction Extremis, - Экстерминатусу, полному уничтожению жизни на планете. Орбитальная бомбардировка, химическое, биологическое и ядерное оружие, - когда имперцы покидают систему Изар, от поражённой Хаосом некогда великой цивилизации Чужих остаётся только зола. Ужасные чудеса Некротека будут забыты навсегда.
Человечество спасено от гибельной скверны Хаоса, а Инквизитор Эйзенхорн и его команда возвращаются к охоте на тех, кто пытается ему угрожать.

## Инквизитор. Ордо Маллеус
«Инквизитор. Ордо Маллеус» (англ. «Eisenhorn. Ordo Malleus») — вторая книга цикла.

## Инквизитор. Ордо Еретикус
«Инквизитор. Ордо Еретикус» (англ. «Eisenhorn. Ordo Hereticus») — третья книга цикла. Книга построена в жанре детектива-приключения. В разворачивающихся событиях инквизитору придется сразиться с боевым титаном, уйти от наемников-убийц и самому перейти в нападение. Герой попадает в практически безвыходную ситуацию и вынужден использовать демоническую магию и порабощенного демона, за что преследуется своими соратниками. Это вынуждает его действовать тайно и практически в одиночку. Также может быть, что инквизитор, желая тайного знания сил Хаоса, сам вступил в союз с демоном и предал Империум.

## Книги цикла
Книги отсортированы в хронологическом порядке серии. Серым выделены произведения, где Эйзенхорн отсутствует. Оранжевым выделены произведения о Рейвеноре.
| №  | Название на русском                    | Название на английском            | Год издания | ISBN                   | Автор      |
| -- | -------------------------------------- | --------------------------------- | ----------- | ---------------------- | ---------- |
| 1  | Чума                                   | Pestilence                        | 2001        |                        | Дэн Абнетт |
| 2  | Проступок мастера Има                  | Master Imus's Transgression       | 2013        |                        | Дэн Абнетт |
| 3  | Региа Оккульта                         | Regia Occulta                     | 2011        |                        | Дэн Абнетт |
| 4  | Инквизитор. Ордо Ксенос                | Xenos                             | 2001        | ISBN 1-84154-146-X     | Дэн Абнетт |
| 5  | Боевые потери                          | Missing in Action                 | 2011        |                        | Дэн Абнетт |
| 6  | Инквизитор. Ордо Маллеус               | Malleus                           | 2001        | ISBN 0-7434-1176-5     | Дэн Абнетт |
| 7  | Фон за дополнительную крону            | Backcloth for a Crown Additional  | 2002        |                        | Дэн Абнетт |
| 8  | Загадочная смерть Тита Эндора          | The strange demise of Titus Endor | 2010        |                        | Дэн Абнетт |
| 9  | Диковина                               | The Curiosity                     | 2003        |                        | Дэн Абнетт |
| 10 | Рождённый для нас                      | Born Unto Us                      | 2012        |                        | Дэн Абнетт |
| 11 | Инквизитор. Ордо Еретикус              | Hereticus                         | 2002        | ISBN 1-84154-236-9     | Дэн Абнетт |
| 12 | Изображая терпение                     | Playing Patience                  | 2006        |                        | Дэн Абнетт |
| 13 | Рейвенор                               | Ravenor                           | 2004        | ISBN 1-84416-072-6     | Дэн Абнетт |
| 14 | Шип вызывает Коготь                    | Thorn Wishes Talon                | 2004        | ISBN 978-0-85787-256-2 | Дэн Абнетт |
| 15 | Возвращение Рейвенора                  | Ravenor Returned                  | 2005        | ISBN 1-84416-184-6     | Дэн Абнетт |
| 16 | Рейвенор — отступник                   | Ravenor Rogue                     | 2007        | ISBN 1-84416-460-8     | Дэн Абнетт |
| 17 | Сады Тихо                              | The Gardens of Tycho              | 2010        |                        | Дэн Абнетт |
| 18 | Снимок Киилер                          | The Keeler Image                  | 2016        |                        | Дэн Абнетт |
| 19 | Перигелий                              | Perihelion                        | 2012        |                        | Дэн Абнетт |
| 20 | Магос                                  | The Magos                         | 2018        |                        | Дэн Абнетт |
| 21 | Пария                                  | Pariah                            | 2012        | ISBN 1-84970-202-0     | Дэн Абнетт |
| 22 | Лепидоптерофобия (Освобожденная Медея) | Lepidopterophobia (Medea Unbound) | 2021        |                        | Дэн Абнетт |
| 23 | Покаянница                             | Penitent                          | 2021        | ISBN 1-78999-851-4     | Дэн Абнетт |

## Отзывы критиков
Первая же книга цикла была высоко оценена, как за рубежом, так и в России. Как писал журнал Мир Фантастики: «А это взгляд героя достаточно неординарного: и не кровавый фанатик, какими часто представляются средневековые инквизиторы, но далеко и не рыцарь в сияющих доспехах. Грегор Эйзенхорн — герой неоднозначный, чья вера и поступки могут вызывать у читателя как восхищение, так и самые негативные чувства». Реалистичную личность Эйзенхорна относят к плюсам серии «Инквизитор Эйзенхорн». Особенно множество похвал заслужила последняя книга цикла, Ордо Еретикус.

## Экранизация
По мотивам серий книг про Эйзерхорна продюсер сериала «The X-Files» Фрэнк Спотниц собирается выпустить сериал.